# Motaz Hawsawi
Motaz Hawsawi (en árabe: معتز هوساوي‎; Yeda, 17 de febrero de 1992) es un futbolista saudí que juega en la demarcación de defensa para el Al-Taawoun FC de la Liga Profesional Saudí.

## Selección nacional
Tras jugar en la selección de fútbol sub-20 de Arabia Saudita, hizo su debut con la selección absoluta el 5 de diciembre de 2012 en un encuentro amistoso contra Zambia que finalizó con un resultado de 2-1 a favor del combinado saudí tras los goles de Ahmed Al-Fraidi y Bader Al-Khames para Arabia Saudita, y de Evans Kangwa para Zambia. El 4 de junio el seleccionador Juan Antonio Pizzi le convocó para disputar la Copa Mundial de Fútbol de 2018, donde llegó a disputar un partido.

### Participaciones en Copas del Mundo
| Mundial              | Sede  | Resultado    | Partidos | Goles |
| -------------------- | ----- | ------------ | -------- | ----- |
| Copa Mundial de 2018 | Rusia | Primera Fase | 1        | 0     |

## Clubes
| Club             | País                      | Año             | Partidos | Goles |
| ---------------- | ------------------------- | --------------- | -------- | ----- |
| Al-Ahli Saudi FC | Bandera de Arabia Saudita | 2014 - 2022     | 170      | 13    |
| Al-Taawoun FC    | Bandera de Arabia Saudita | 2022 - presente | 10       | 0     |

## Palmarés

### Campeonatos nacionales
| Título                               | Club             | País           | Año  |
| ------------------------------------ | ---------------- | -------------- | ---- |
| Copa del Príncipe de la Corona Saudí | Al-Ahli Saudi FC | Arabia Saudita | 2015 |
| Liga Profesional Saudí               | Al-Ahli Saudi FC | Arabia Saudita | 2016 |
| Copa del Rey de Campeones            | Al-Ahli Saudi FC | Arabia Saudita | 2016 |
| Supercopa de Arabia Saudita          | Al-Ahli Saudi FC | Arabia Saudita | 2016 |